# ガブリエーレ・ピン
ガブリエーレ・ピン（Gabriele Pin, 1962年1月21日 - ）は、イタリア・ヴィットリオ・ヴェネト出身の元サッカー選手。現役時代のポジションはMF。

## 経歴
ユヴェントスFCのユースチーム出身。1979-80シーズンのリーグ最終節ACFフィオレンティーナとの対戦でトップチームでのデビューを果たす。しかし、多くのイタリア代表クラスの選手たちがひしめき合うチームの中で出場機会が得られず、その後はレンタルで複数のチームを渡り歩いた。1985年にユベントスに復帰、リーグ優勝、インターコンチネンタルカップの優勝を経験した。1986年に移籍したSSラツィオでは6シーズン在籍し、通算225試合に出場した。1992年にパルマACに移籍、ここではプレーメーカーとしてUEFAカップウィナーズカップやUEFAカップなどのタイトル獲得に貢献した。1996-97年度ピアチェンツアでのプレーを最後に現役を引退した。
指導者としてはパルマ、フィオレンティーナ、イタリア代表などのアシスタントコーチを務めていた。

## タイトル
ユヴェントス
- セリエA：1980-81, 1985-86
- インターコンチネンタルカップ : 1985

パルマ
- カップウィナーズカップ : 1992-93
- UEFAカップ : 1994-95
- UEFAスーパーカップ : 1993